# Naoto Takenaka
Naoto Takenaka (竹中 直人, Takenaka Naoto), né le 20 mars 1956, est un acteur, réalisateur et chanteur japonais de Yokohama.

## Biographie
Naoto Takenaka est célèbre notamment pour son interprétation de Hideyoshi Toyotomi dans le Taiga drama de la NHK en 1999. Durant sa carrière, riche d'une centaine de films, il a été nommé pour dix récompenses aux Japan Academy Prize et a remporté le prix du meilleur second rôle pour Shiko funjatta, East Meets West et Shall we Dance.

## Filmographie partielle

### En tant que réalisateur et acteur
- 1991 : L'Incapable (無能の人, Munō no hito?)[1] : Sukezo Sukegawa
- 1994 : 119 (いちいちきゅう?)
- 1997 : Tōkyō biyori (東京日和?)
- 2001 : Rendan (Quartet for Two)
- 2005 : Sayonara Color
- 2009 : Yamagata Scream

### Acteur
- 1985 : Portrait d'un criminel (薄化粧, Usugeshō?) de Hideo Gosha
- 1986 : Gonza le lancier (鑓の権三, Yari no Gonza?) de Masahiro Shinoda : Fumiemon
- 1988 : Jaganrei (邪願霊?) de Teruyoshi Ishii (ja)
- 1989 : Four Days of Snow and Blood (226, Ni ni roku?) de Hideo Gosha : Asaichi Isobe
- 1991 : Hiruko the Goblin (ヒルコ 妖怪ハンター, Hiruko yōkai hantā?) de Shin'ya Tsukamoto
- 1991 : Futari (ふたり?) de Nobuhiko Ōbayashi : médecin psychologue
- 1992 : Shiko funjatta (シコふんじゃった?) de Masayuki Suo
- 1995 : East Meets West
- 1995 : Gonin
- 1995 : Tokyo Fist
- 1996 : Shall We Dance? (Shall we ダンス?, Sharu wi Dansu?) de Masayuki Suo
- 1996 : Taiyō no uta (drama)
- 1999 : Gemini
- 1999 : Ley Lines
- 2000 : Sanmon yakusha (By Player)
- 2000 : Freeze Me
- 2001 : Red Shadow
- 2001 : La Mélodie du malheur
- 2001 : Waterboys
- 2002 : Ping pong
- 2002 : Blood Heat : Tajima
- 2002 : Trick
- 2003 : Good Luck!!
- 2003 : Azumi
- 2004 : Swing Girls
- 2005 : Nodame Cantabile
- 2006 : School of water business
- 2006 : Taiyō no uta
- 2008 : Tokyo! : le manager de la pizzeria par livraison
- 2009 : Shinjuku Incident
- 2010 : Mutant Girls Squad
- 2011 : Karate-Robo Zaborgar
- 2011 : Hara-Kiri : Mort d'un samouraï
- 2013 : 009-1: The End of the Beginning : 020, le chef de l'agent 009-1
- 2014 : Shitsuren Chocolatier : Makoto Koyurugi
- 2017 : Samurai Gourmet
- 2017 : Manhunt de John Woo
- 2017 : Kaze no iro (風の色?) de Kwak Jae-yong
- 2019 : Talking the Pictures (カツベン！, Katsuben!?) de Masayuki Suo : Tomio Aoki
- 2020 : Enter the Fat Dragon